# Nomarchia Attyka Zachodnia

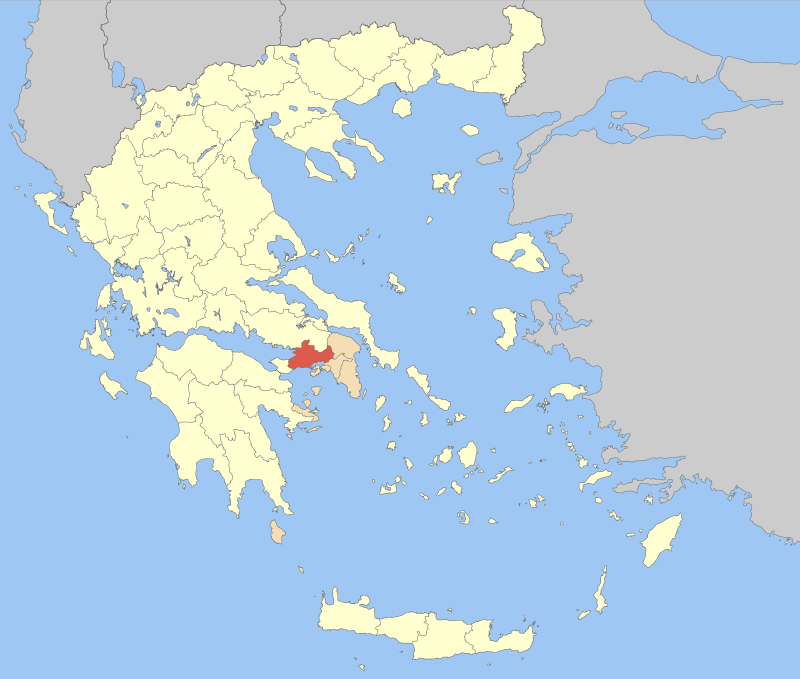
Lokalizacja nomarchii Attyka Zachodnia

Nomarchia Attyka Zachodnia (gr. Νομαρχία Δυτικής Αττικής) – do końca 2010 roku jedna z czterech nomarchii w Grecji w regionie administracyjnym Attyka, ze stolicą w Elefsinie. Nomarchia zajmowała północną część Przesmyku Korynckiego oraz południowo-zachodnią część Półwyspu Attyckiego (na zachód od Aten). Graniczyła od południowego zachodu z prefekturą Koryntia (region Peloponez), od północy z prefekturą Beocja (region Grecja Środkowa), od wschodu z nomarchiami nomarchią Pireus, nomarchią Ateny i nomarchią Attyka Wschodnia, od południa ograniczała ją Zatoka Sarońska (Morze Egejskie). 
Powierzchnia nomarchii wynosiła 1075 km², zamieszkiwało ją 151 612 ludzi (stan z roku 2001). 
Nomarchia Attyka Zachodnia obejmowała swoim terytorium zachodnią część aglomeracji ateńskiej, tzw. Wielkich Aten. Na jej obszarze zlokalizowanych było także kilka miast o znaczeniu historycznym, m.in. Megara i Eleuzis.